# FT Kemi-Tornio
Il FT Kemi-Tornio (FTK) è un club finlandese di calcio a 5 fondato nel 1997 dalla collaborazione tra il "FC Kemi" e il distretto di Kemi-Tornio. Le partite interne si svolgono a Haparanda, in Svezia.

## Storia
Il FTK è uno dei club più titolati di Finlandia: dalla prima partecipazione nel 1998, il FTK ha dominato la scena vincendo tre campionati e giungendo due volte alla piazza d'onore nelle prime cinque stagioni. La squadra poi ha avuto una brusca flessione con la retrocessione nel campionato 2003-2004. Il Kemi-Tornio è stato immediatamente promosso in prima divisione, ma è subito retrocesso nuovamente in Ykkönen, cioè la seconda divisione. Il FTK ha rappresentato per due volte la Finlandia nella Coppa UEFA e in entrambe le occasioni ha ospitato un girone di qualificazione. Attualmente, il club gioca la , seconda lega del .

## Palmarès
- Futsal-liiga: 3
1998-99, 2000-01, 2001-02